# Cordobia
Cordobia é um género botânico pertencente à família Malpighiaceae.

## Especies
- Cordobia argentea (Griseb.) Nied.
- Cordobia fischeri (Hicken) Nied.

1. ↑  «Cordobia — World Flora Online». www.worldfloraonline.org. Consultado em 19 de agosto de 2020